# Бронішево (Конінський повіт)
Бронішево (пол. Broniszewo) — село в Польщі, у гміні Вежбінек Конінського повіту Великопольського воєводства.
Населення — 115 осіб (2011).
У 1975-1998 роках село належало до Конінського воєводства.

## Демографія
Демографічна структура станом на 31 березня 2011 року:
|          | Загалом | Допрацездатний вік | Працездатний вік | Постпрацездатний вік |
| -------- | ------- | ------------------ | ---------------- | -------------------- |
| Чоловіки | 58      | 15                 | 35               | 8                    |
| Жінки    | 57      | 12                 | 30               | 15                   |
| Разом    | 115     | 27                 | 65               | 23                   |